# Михаил Пенчев
Михаил Николов Пенчев е български театрален режисьор.
Роден е в Етрополе на 3 май 1926 г., икономист по професия. Ръководи любителския театрален колектив в града от 1956 г. Постановчик-режисьор на повече от 40 пиеси. Автор на разкази и пиеси и на книгата 100 години театрална трупа при читалище „Тодор Пеев“ в гр. Етрополе. След смъртта му на 7 декември 1996 г. театралната трупа към читалището приема името му.